# Province de Houaphan
La province de Houaphan (en lao : ຫົວພັນ, /kʰwɛ̌ːŋ hǔːa̯ pʰán/) est une province de l'est du Laos, limitrophe du Viêt Nam.

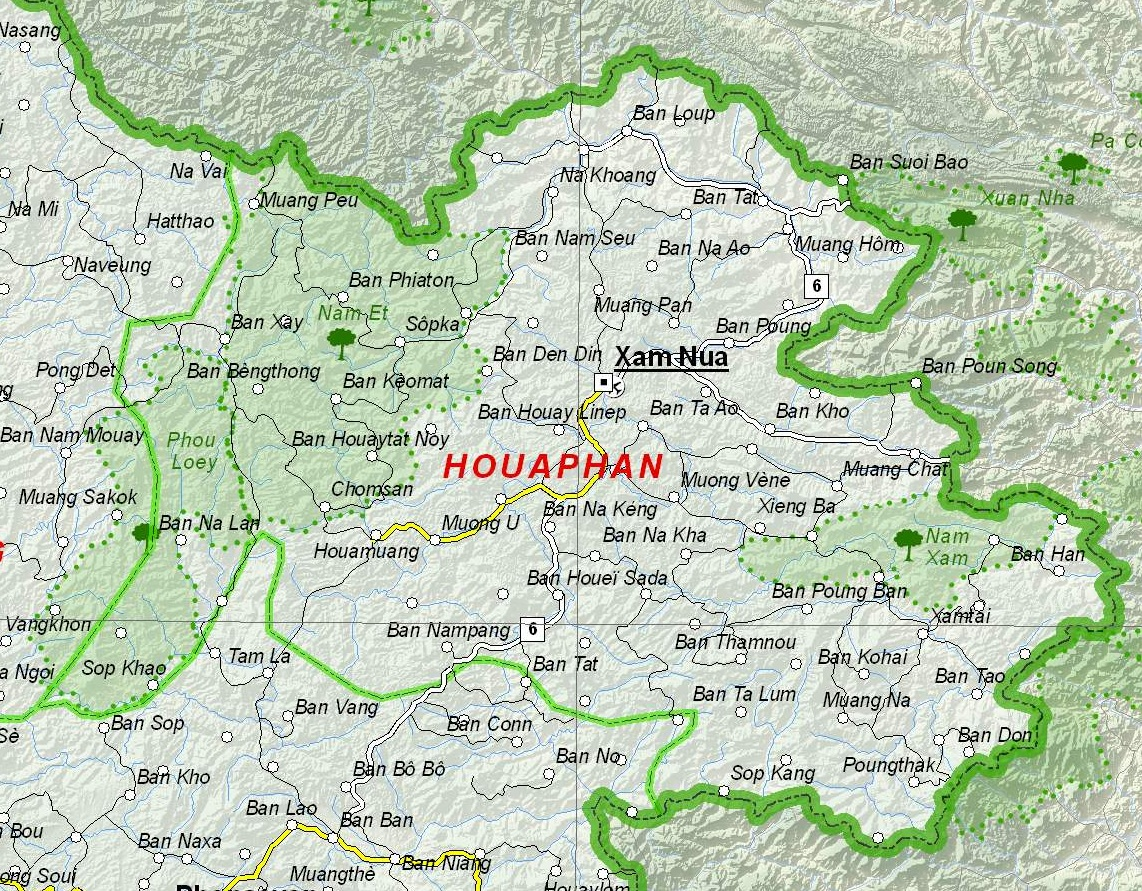
Carte de la province

Elle abrite les grottes de Viengxay qui ont servi de cachette au Pathet Lao pendant la guerre civile laotienne. On y trouve aussi une partie de la zone protégée de Nam Et-Phou Louey (en) et le parc archéologique du Hintang.

## Histoire
Dès le XIVe siècle, la province est dirigée par le royaume Bồn Man (Muang Phuan). En 1478, sous la dynastie Lê, le Đại Việt conquiert la région qui devient la province Tran Ninh du royaume. La capitale est alors Sầm Châu (actuelle Sam Neua). En 1893, la région est attribuée au Laos par la France, puissance coloniale dans la péninsule indochinoise.
Pendant la guerre civile laotienne, le Pathet Lao se cache dans les grottes de Viengxay situées dans la province. Le futur premier président laotien Souphanouvong établit sa base dans la grotte de Tham Than Souphanouvong en 1964, alors que le leader du parti Kaysone Phomvihane vit à partir de la même année dans la grotte de Tham Than Kaysone. Khamtay Siphandone, président de 1998 à 2006, était quant à lui caché dans la grotte de Tham Than Khamtay.

## Géographie

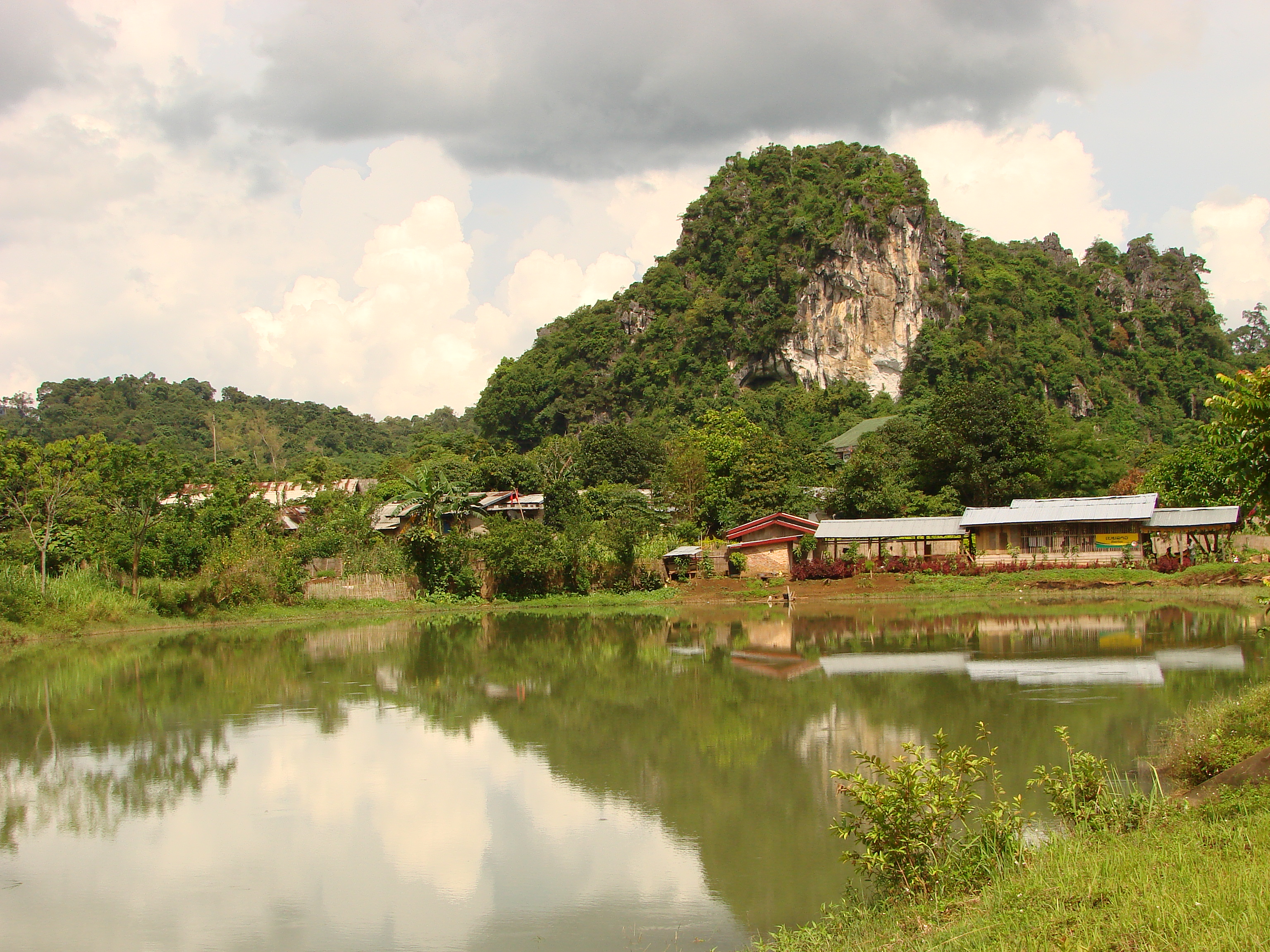
Paysage dans le district de Viengxay.

La province a une surface de 16 500 km2. Elle est limitrophe du Viêt Nam (provinces de Sơn La, Thanh Hóa et Nghệ An) au nord, à l'est et au sud-est, de la province de Xieng Khouang au sud et de la province de Luang Prabang à l'ouest.
La province est montagneuse et compte de nombreuses grottes. Les principales rivières sont la Nam Ma qui arrive du Viêt Nam et y retourne et la Nam Sam (en) (au bord de laquelle se trouve la capitale Sam Neua) qui se jette dans la Nam Ma au Viêt Nam.

## Aires protégées
L'aire protégée de Nam Et-Phou Louey (en) a une surface de 5 950 km2, ce qui en fait une des plus grandes du Laos. Elle s'étend dans les provinces de Houaphan, Luang Prabang et Xieng Khouang. C'est une zone montagneuse qui constitue l'extrémité nord de la chaîne Annamitique. On y trouve notamment l'une des dernières populations de tigres d'Indochine, des gaurs, des sambars, des loutres et la plus grande population de gibbons à favoris blancs du Nord,.
L'aire protégée de Nam Xam a une surface de 700 km2 se trouve dans la province de Houaphan. C'est également une zone montagneuse : environ 40 % du territoire se trouve au dessus de 1 000 mètres d'altitude et certains sommets dépassent les 1 500 mètres. On y trouve notamment des tigres, des muntjac et des gaurs,.

## Divisions administratives
La province compte 801 villages et est découpée en 8 muangs (ou districts).
| Carte | Code                  | Nom        | Nom lao | Population (2015) |
| ----- | --------------------- | ---------- | ------- | ----------------- |
|       |                       |            |         |                   |
| 7-01  | District de Xamneua   | ເມືອງຊຳເໜືອ  | 56 924  |                   |
| 7-02  | District de Xiengkhor | ເມືອງຊຽງຄໍ້   | 27 715  |                   |
| 7-03  | District de Hiem      | ເມືອງຮ້ຽມ    | 12 199  |                   |
| 7-04  | District de Viengxay  | ເມືອງວຽງໄຊ  | 31 952  |                   |
| 7-05  | District de Huameuang | ເມືອງຫົວເມືອງ | 32 680  |                   |
| 7-06  | District de Xamtay    | ເມືອງຊຳໃຕ້   | 36 860  |                   |
| 7-07  | District de Sopbao    | ເມືອງສົບເບົາ  | 25 527  |                   |
| 7-08  | District d'Add        | ເມືອງແອດ    | 27 001  |                   |
| 7-09  | District de Kuan      | ເມືອງກອັນ    | 24 603  |                   |
| 7-10  | District de Xon       | ເມືອງຊ່ອນ    | 15 932  |                   |

## Démographie
En 2015, la province a une population de 289 393 habitants. La densité de population est de 18 habitants par km2. 14,3 % des habitants vivent en zone urbaine, 51,3 % dans des zones rurales accessibles par la route et 34,3 % dans des zones non accessibles par la route. Houaphan est la province qui a la plus haute proportion d'habitants vivant dans des zones non accessibles par la route. Entre 2005 et 2015, la croissance annuelle moyenne de la population est de 0,3 % alors que la moyenne nationale est de 1,45 %. C'est le taux le plus bas du pays.
La province est peuplée de 27 groupes ethniques différents dont les Mien-Yao, les Hmong et les Tai Daeng.

## Économie

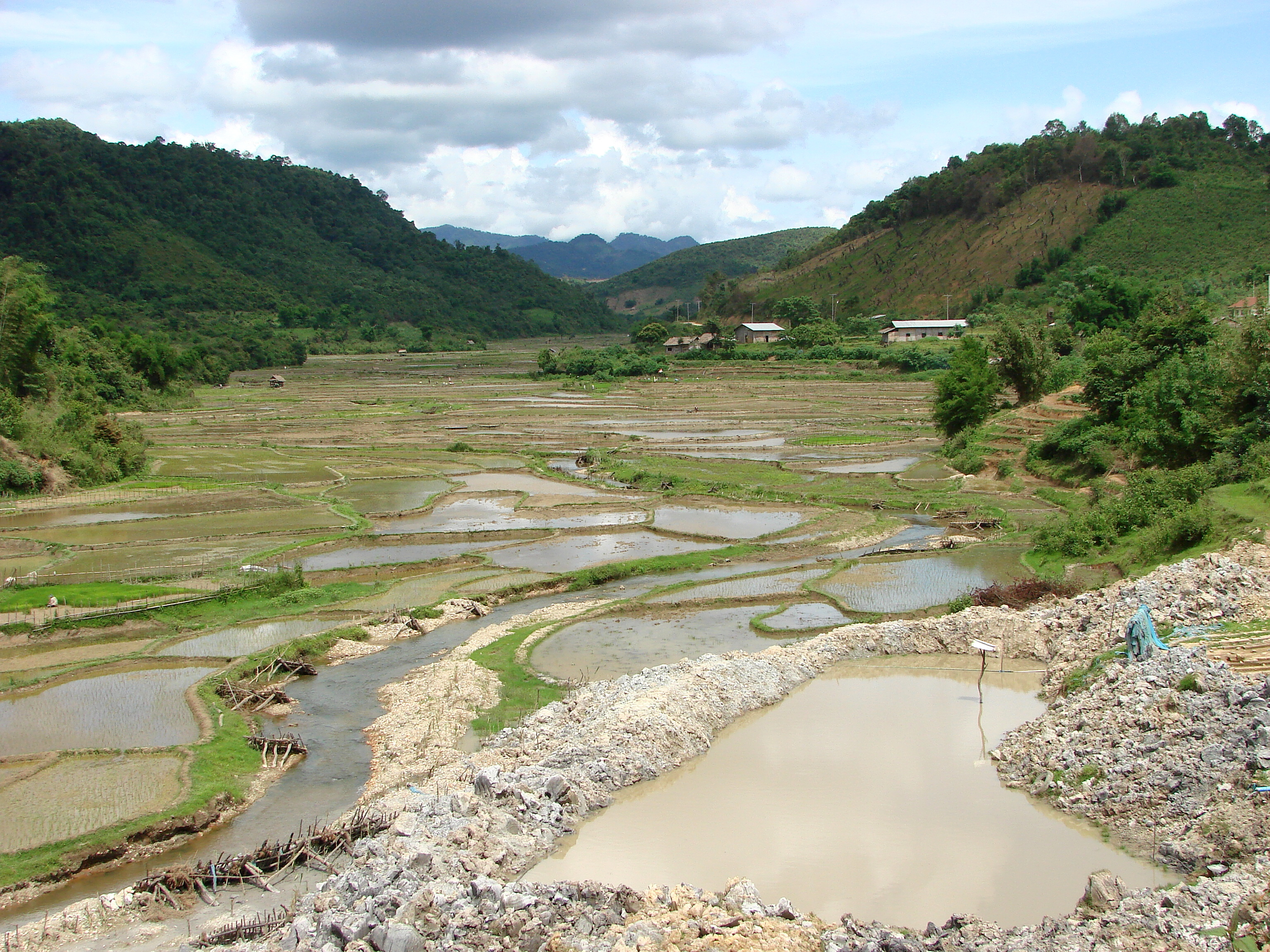
Rizières à proximité de Sam Neua.

Le produit intérieur brut (PIB) de la province a passé de 39,31 millions de dollars en 2000 à 80,86 millions in 2007. Le PIB par habitant est de 392 dollars en 2008. Environ 66 % des revenus proviennent de l'agriculture, 15 % de l'artisanat et de l'industrie et 19 % du secteur des services. La province compte 43 616 hectares de terrains agricoles en 2008. Les principaux produits sont le riz, le maïs, le soja, les légumes, les fruits et les produits forestiers.

## Tourisme
Le nombre de touristes internationaux dans la province a passé de 32 315 à 50 154 de 2013 à 2017. Le nombre de touristes domestiques est de 17 707 en 2017. La province compte 10 hôtels et 58 maisons d'hôtes pour un total de 883 chambres et 1 178 lits à la même date. Les principales attractions touristiques culturelles sont le parc archéologique du Hintang dans lequel se trouvent des mégalithes datant d'environ 2 000 ans, les villages des minorités ethniques ainsi que le monument de l'indépendance et le temple bouddhiste Vat Phoxaysanalam à Sam Neua. La province est également connues pour ses montagnes et les grottes de Viengxay.

## Transports
La route nationale 6 prolongée par la route 1C traverse la province d'est en ouest. La capitale Sam Neua est reliée à Vientiane par la compagnie aérienne Lao Skyway (en).